# Медова зала

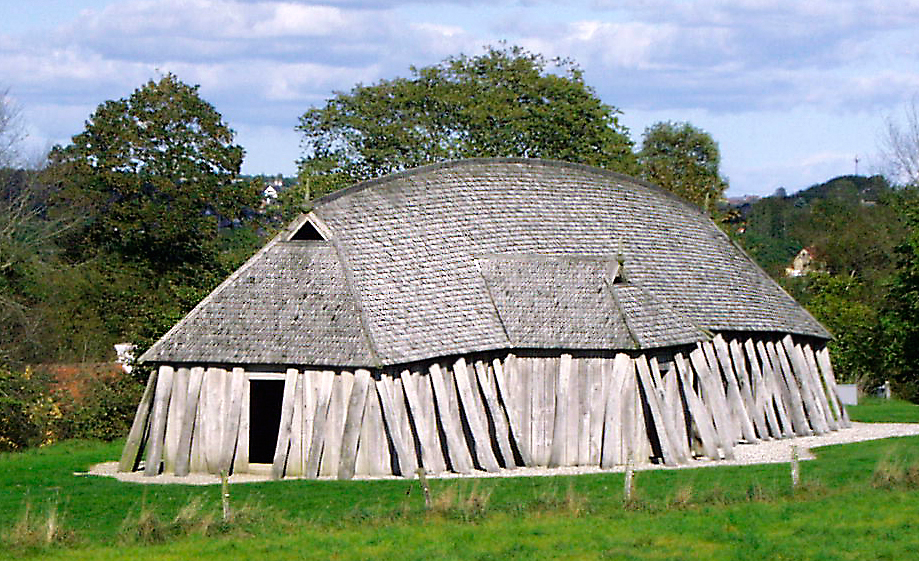
Реконструкція Медової зали епохи вікінгів

Медова зала (давн. скан. Mjöð-rann,  mjöðsalʀ або mjöðhöllu, данською Meoduhealle) — в скандинавських та германських народів епохи вікінгів  медова або бражна зала спочатку була  довгою будовою з єдиним простором. Подібні будови належать до категорії так званих довгих будинків. Починаючи з V століття і до періоду раннього середньовіччя бражні зали використовувалися як резиденції правителів та їх придворних. Сама назва походить від назви алкогольного напою — меду, що вживався на бенкетах і релігійних церемоніях.

## Археологія
У 1986-1988 роках Том Крістенсен з Роскілдського музею зробив відкриття останків зали епохи вікінгів на південному заході Лайре, Данія . Радіовуглецевий аналіз датував знахідки 880 роком. Пізніше з'ясувалося, що зала була побудована поверх давнішої зали, що датується 680 роком. У 2004-2005 році Крістенсен розкопав третю залу VI століття на північ від його попередніх знахідок. Всі три знахідки були 50 метрів в довжину .
Ще дві аналогічних будови були знайдені в 1993 році в Гюдме, Данія. Про існування так званих «Gudme Kongehal» свідчать лише стовпові ями. Золоті вироби, знайдені на місці розкопок датуються між 200 і 550 роками. Найбільша з двох будівель має довжину 47 метрів і ширину 8. Ймовірно, зали були частиною релігійного і політичного центру і служили місцем проведення королівських бенкетів.
Аналогічний зал знайдений на плато Кунгсгордсплатон (давн. сканд. Kungsgårdsplatån) поруч з церквою в Старій Уппсалі, Швеція. Це була зала для проведення бенкетів шведських конунгів. Разом з Храмом Уппсали, Надбанням Уппсали і Великими курганами Уппсали зала була частиною політичного і релігійного центру Швеції.
Інші аналогічні будови можна зустріти в Хьогомі і Борзі на Лофотенських островах, Норвегія. Одна зі знахідок, що датується залізною добою, була довжиною 67 метрів, а довжина знахідки епохи вікінгів, знайдена пізніше — 83 метри.
Починаючи з 500 року і до християнізації (XIII століття), ці зали були важливими політичними центрами.

## Конструкція
Довжина споруди становила 40-60 метрів, а ширина близько 10 метрів. Зустрічалися і більші будови. Так, «довгий будинок» одного з землевласників з Лофотенських островів (північний захід Норвегії) досягав майже 80 метрів в довжину. Контури стін утворювали ряди вкопаних в ґрунт дерев'яних стовпів, проміжки між якими заповнював обмазаний зсередини і зовні глиною тин. Іноді глину заміняли обкладкою з торфу із зовнішнього боку. Висота стін була зазвичай в зріст людини або ненабагато перевищувала його.
Основу високої, чотирьохскатної покрівлі становила «решітка» з численних  легких поздовжніх балок, скріплених дерев'яними нагелями і перев'язкою з вербових прутів або ременів. Зсередини конструкцію підтримували два поздовжніх ряди стовпів, з'язаних вгорі поперечним брусом. Дах покривався гонтом, очеретом або дерном.
Віконних отворів не було. Входів зазвичай було два, і розташовувалися вони в торцях будівлі, традиційно на заході і сході, причому перший іменувався «чоловічим», а другий — «жіночим».
Поперечні ряди стовпів з легкими перегородками поділяли внутрішню площу на три відсіки. Бічні приміщення використовувалися для господарських потреб: в одному утримували худобу і запаси корму для нього, в іншому молотили і зберігали зерно. Центральний відсік був житловим і водночас слугував для приготування їжі. Тут, у центрі, розташовувалося обкладене каменем відкрите вогнище (іноді два), при розведенні якого дим виходив через залишений в даху отвір.
У Скандинавії «епохи вікінгів» на основі традиційної конструкції «довгих» житлових будівель розвивається їх особливий різновид — будинки «треллеборзького» типу. Їх розміри зазвичай не перевищували 30 метрів в довжину і 7-8 метрів в ширину. Стовпи, що надавали контур довгим стінам, встановлювалися рядами у вигляді дуг, що надавало споруді човноподібних обрисів. Лаги покрівлі своєю основою впиралися в ґрунт, а низькі стріхи утворювали уздовж стін щось на зразок критих галерей, які в Ісландії, Гренландії і норманських поселеннях Північної Америки заповнювалися земляною присипкою або торфом. Пара дверних проходів могла міститися як в торцях будівлі, так і в довгих стінах, ближче до їх краю. Нерідко входи оформлялися у вигляді невеликого тамбура, що значно покращувало теплоізоляцію.
Внутрішня площа ділилася поперечними рядами стовпів з легкими перегородками на 3-4 відсіка. Об'єднання під одним дахом житлових і господарських приміщень в будинках «треллеборзького» типу було явищем досить рідкісним, вогнища могли розміщуватися у всіх відсіках.

## Легенди

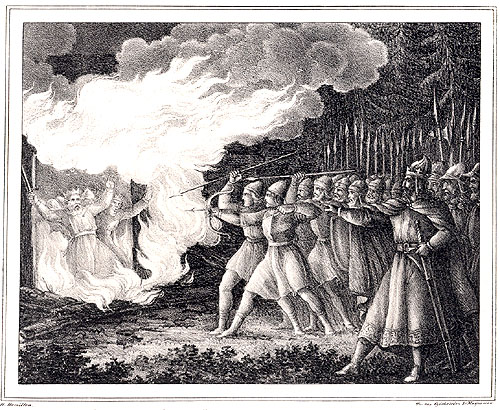
Конунг Інг'яльд спалює своїх ворогів

Є кілька свідчень про величезні медові зали, побудовані в особливих випадках, коли запрошувалися знатні персони. Сноррі Стурлусон в одному з оповідань в Колі Земному говорить про те як вермландський вождь Акі запросив на свято конунга Харальда Прекрасноволосого і шведського конунга Еріка Еймундссона. Однак Акі поселив Харальда в новій і розкішний залі, адже той був молодший і подавав великі надії, а Еріка — в стару медову залу. Шведський конунг вважав себе настільки приниженим, що вбив Акі.
Іноді будівництво медових залів створювалося лише з метою знищення своїх ворогів. У Сазі про Інґлінґів, Сноррі розповідає історію VIII століття, коли легендарний шведський конунг Інг'яльд побудував величезну медову залу лише для того, щоб пізно вночі спалити його разом зі своїми правителями-васалами, коли ті будуть спати.
У Сазі про Інґвара Мандрівника Одда Мудрого описується свято з нагоди весілля Еріка Переможного і дочки норвезького ярла Гакона, де Ерік вбив іншого хевдінга Акі і його 8 спільників у залі, яку вони собі побудували для вейцли. Ерік, хоча і помирився з Акі до вейцли, зробив це через те, що затаїв образу на Акі, який всупереч волі Еріка одружився з його донькою, вбивши її законного чоловіка.

## Міфи
Починаючи з X століття в германо-скандинавській міфології трапляються різноманітні приклади зал, де знаходяться божества і мертві. Найвідомішою є Вальгалла — зала де Одін отримує свою половину убитих в битві. Фрейя отримує свою половину в Сессрумнірі (давн. сканд. Sessrúmnir) в Фолькванг (давн. сканд. Fólkvangr). У цих залах збираються воїни полеглі в боях, де вони щодня бенкетують, насолоджуються дівами і борються на смерть.
У стародавній англосаксонської поемі «Беовульф» не раз згадується про величезну залу, так званий, «довгий будинок» під назвою Хеорот (в перекладі "Палата Оленя"), в якій регулярно бенкетували дани. Велетень-людожер Грендель приходив в цей будинок по ночах протягом 12 років, і вбивав його жителів, допоки герой Беовульф не зголосився знищити чудовисько. 